# Cosmic Tones for Mental Therapy
Cosmic Tones for Mental Therapy è un album discografico del musicista jazz statunitense Sun Ra e della sua Myth Science Arkestra. Registrato nel 1963 venne però pubblicato solo nel 1967 dall'etichetta El Saturn Records di proprietà dello stesso Sun Ra. Nel 2000 il disco è stato ristampato in formato compact disc dalla Evidence in abbinamento con Art Forms of Dimensions Tomorrow.

## Il disco
Si tratta di uno degli album più discussi fra quelli incisi da Sun Ra nel periodo newyorchese. Cosmic Tones for Mental Therapy (il cui titolo in italiano è traducibile con "Toni cosmici per terapia mentale") funge da base per tutte le successive sperimentazioni e stranezze che affiorarono nella musica dei prossimi lavori di Sun-Ra, contenendo pezzi come And Otherness e gli esperimenti afro-jazz di Thither And Yon. In Adventure Equation è presente una sorta di eco spaziale, trattamento poi ripreso anche per gli svolazzi del sax in Voice Of Space, che rende l'intera esperienza ancora più disorientante per l'ascoltatore.
Originariamente pubblicato con una copertina stilizzata raffigurante uno scarabocchio disegnato da Sun Ra, solo nel 1969 comparve la seconda versione della copertina, quella maggiormente diffusa, opera di Richard Pedreguera. Pedreguera disegnò anche la copertina dell'album The Nubians of Plutonia circa nello stesso periodo.

### Registrazione
Le prime due tracce furono registrate allo studio Choreographer's Workshop di New York (dove abitualmente l'Arkestra effettuava le prove) nel 1963. Adventure-Equation, Moon Dance e Voice of Space furono invece incise dal vivo al Tip Top club di Brooklyn, sempre nel '63, alle dieci di mattina dopo l'esibizione di Tommy Hunter e del Sarah McLawler's Trio, perché nel locale era presente un organo Hammond B-3 che si poteva utilizzare "gratis". Hunter ricorda che alcuni ragazzi del quartiere fecero capolino dalla porta del locale mentre Sun Ra e l'Arkestra stavano registrando, e urlarono: «Questi ragazzi non sanno proprio suonare!».

### Anticipando la psichedelia
Essendo stato inciso nel 1963 (anche se pubblicato solo successivamente), l'album è stato frequentemente indicato come anticipatore, a tratti, di generi musicali a venire quali la psichedelia e il funk di George Clinton. Se infatti i rituali astrali di Clinton sembrano ispirati alla dottrina della Nation of Islam, nondimeno sono assimilabili allo stile di Sun Ra, e quando nel 1979 gli venne chiesto dell'influenza di Sun Ra sulla sua musica, Clinton rispose: «Quel ragazzo era veramente fuori di testa - nello stesso modo come lo sono io».

## Tracce

### LP vinile 12"
Tutti i brani sono opera di Sun Ra.
Lato A
1. And Otherness – 5:10
2. Thither and Yon – 4:01
3. Adventure-Equation – 8:26

Lato B
1. Moon Dance – 6:34
2. Voice of Space – 7:42

## Formazione
- Sun Ra - organo Hammond B-3, Clavioline, percussioni
- Marshall Allen - oboe, percussioni
- Danny Davis - Sax Alto, flauto
- John Gilmore - Clarinetto Basso, percussioni
- possibly Bernard Pettaway - Trombone Basso
- Pat Patrick - Sax Baritono
- Robert Cummings - Clarinetto Basso
- Ronnie Boykins - basso
- Clifford Jarvis - batteria
- James Jacson - percussioni
- Tommy Hunter - percussioni, Riverbero